# M3 (танк)
M3 «Ли» (англ. M3 Lee) — американский средний танк периода Второй мировой войны. Был назван в честь военачальника периода Гражданской войны в США — генерала Р. Э. Ли. Этот танк считают многобашенным, но он не является таким. Модифицированная модель с новой башней и усовершенствованной системой радиосвязи получила словесное наименование M3 «Грант» (англ. M3 Grant), в честь другого генерала — У. С. Гранта (Ли и Грант командовали противоборствующими армиями в период гражданской войны). Оба названия для танков в честь американских военачальников периода гражданской войны были придуманы британцами (сами они применяли к полученным танкам индекс Mk I), — до появления названий у M3 и его модификации в Армии США не было традиции присвоения личных имён серийным образцам танков и бронетехники в целом, после «Стюарта», «Ли», «Гранта» такая практика вошла в обиход и традиция наименования бронетехники именами военачальников второй половины XIX — первой половины XX века существует в Армии США по сей день.
M3 был создан в 1940 году на основе неудачного танка M2 и производился серийно с июня 1941 по август 1942 года (модифицированные третья и пятая модель выпускались ограниченной партией до декабря того же года). Всего в различных вариантах было выпущено 6258 M3. Около 2/3 выпущенных M3 были переданы другим странам, почти исключительно Великобритании и СССР, по программе ленд-лиза. Кроме того, до появления в достаточных количествах более совершенного среднего танка M4 «Шерман» M3 был основным боевым танком Вооружённых сил США (хотя сам термин «основной» применительно к танкам тогда ещё не употреблялся). Несмотря на то, что их заменили после появления Шерманов, британцы продолжали использовать M3 в боевых действиях против японцев в Юго-Восточной Азии до 1945 года.

## Описание конструкции

### Броневой корпус и башня
Корпус танка M3 имеет сборную конструкцию. На сборный каркас клёпкой крепились броневые листы из катаной брони. Нижняя лобовая деталь состоит из трёх отдельных литых частей, скреплённых между собой болтами. Для доступа в танк по бортам корпуса были предусмотрены прямоугольные двери, водитель на своё место попадал через люк, расположенный в правой части верхнего лобового листа, там же располагались его смотровые приборы. Левее люка водителя в нижнем лобовом листе имелась амбразура для установки спаренного пулемёта. Литой спонсон для 75-мм пушки устанавливался в правой передней части корпуса и крепился к нему клёпкой. Для доступа в моторный отсек в корме и днище имелись люки, а его крыша выполнялась съёмной. Воздух к двигателю подавался через броневые короба, смонтированные над гусеницами. В них же помещались топливные баки.
Литая башня цилиндрической формы устанавливалась со смещением влево на шариковой опоре и оснащалась гидроприводом. Пушка монтировалась в маске, в ней же размещался пулемёт и перископический прицел. Для наблюдения в бортах башни имелись смотровые щели, закрытые стеклоблоками и откидными бронированными крышками. Командирская башенка цилиндрической формы с пулемётом располагалась поверх башни со смещением влево, вращение башенки осуществлялось вручную. Доступ в башню осуществлялся через двухстворчатый люк в крыше командирской башенки.

### Двигатель и трансмиссия
На M3 базовой модификации устанавливался радиальный 9-цилиндровый авиационный четырёхтактный карбюраторный двигатель воздушного охлаждения фирмы «Континенталь», модели R-975EC-2, который располагался в корпусе c наклоном в 9o. Двигатель оснащался карбюраторами Stromberg NA-R9D, имел циркуляционную систему смазки под давлением с сухим картером и систему зажигания с двумя магнето Scintilla 9DFA. При рабочем объёме 15 938 см³, двигатель развивал мощность в 340 л. с. при 2400 об/мин. Четыре топливных бака общим объёмом 660—670 литра располагались в спонсонах корпуса. В качестве топлива применялся бензин с октановым числом не ниже 92, которое принудительно подавалось в двигатель топливным насосом коловоротного типа. На завершающей стадии производства на танках устанавливался двенадцатицилиндровый двухтактный дизельный двигатель GM 6046, представлявший собой спарку двух шестицилиндровых дизелей GM 6-71, изготавливаемых на заводах корпорации «Дженерал моторс».
Трансмиссия:
- многодисковый главный фрикцион сухого трения, смонтированный внутри маховика двигателя
- карданный вал
- пятискоростная коробка передач с синхронизаторами и механизмом горного тормоза
- механизм поворота из двойных дифференциалов типа Клетрак
- бортовых передач

### Ходовая часть
Гусеницы M3 — стальные с резинометаллическим шарниром, мелкозвенчатые, цевочного зацепления, состоявшие каждая из 79 траков. Применялись следующие типы гусениц: T41 — резино-металлические с шириной трака 406 мм; T49 — металлические с грунтозацепами с шириной 421 мм; T48 резино-металлические с обрезиненными траками с шевроном шириной 421 мм, T51 — резино-металлические с плоскими обрезиненными траками шириной 421 мм. Комментируя вопросы журналистов относительно обрезиненных гусениц, комендант Детройтского танкового арсенала подполковник Гарри Рем заявил собравшимся на пресс-конференции, что на изготовление одной такой гусеницы, помимо металла, уходит каучука столько же, как на 79 пар ботинок. Универсальное обрезиненное покрытие предназначалось, в первую очередь, для увеличения долговечности и продления срока эксплуатации гусениц по твёрдому дорожному покрытию и вообще при движении по твёрдым грунтам (кроме скальных), так если среднее значение пробега для трака немецких и японских танков не превышало 965 км, после чего требовалась их замена, то обрезиненные траки американских танков были рассчитаны на прохождение расстояния впятеро превышающего таковое для танков противника — 4830 км (600 и 3000 миль соответственно). Основными их недостатками при этом были снижение ходовых качеств (исключением было движение по асфальту и по толстому льду, где обрезиненным тракам не было равных в сцеплении с поверхностью и скорости движения) и увеличение стоимости в сравнении с металлическими траками. Для снижения стоимости траков при сохранении исходного качества, проводились эксперименты с покрытием из синтетических сортов резины.

### Вооружение
Танк имел 75-мм орудие М2 или М3, изготавливавшиеся преимущественно Вотервлитским армейским арсеналом (выпускались до 1949 г.), установленное в спонсоне с правой передней стороны корпуса, которое оснащалось гироскопическим стабилизатором в вертикальной плоскости. Дополнительное 37-мм орудие М5 или М6 размещалось в башне и было призвано восполнить защиту и отражение атаки вражеской бронетехники, в том числе и в случае неспособности танка передвигаться и маневрировать для наведения основного орудия. Как и у большинства американских танков первоначально к 37-мм орудиям шли только бронебойные снаряды.
Пулемётное вооружение состояло из трёх или четырёх пулемётов М1919А4 калибром 7,62 мм. Два из них жёстко крепились в передней части корпуса, перед расположением места водителя-механика, ещё один был спарен с 37-мм орудием в башне, четвёртый устанавливался на командирской башенке располагавшейся над орудийной башней. В варианте для Великобритании командирская башенка с пулемётом отсутствовала.

### Экипаж
Экипаж танка состоял, как правило, из шести членов:
- Командир размещался в башне рядом с 37-мм орудием и мог вести наблюдение как через маленькую (командирскую) башенку, так и стрелять из пулемёта, размещённого на этой башенке.
- Наводчик 37-мм орудия размещался рядом с командиром.
- Заряжающий размещался чуть ниже наводчика. Все трое находились на поворотной половой основе башни.
- Наводчик 75-мм орудия находился в спонсоне.
- Заряжающий 75-мм орудия располагался чуть дальше от наводчика, в корпусе.
- Водитель-механик находился в лобовой левой части корпуса и при необходимости вёл неприцельный огонь из двух пулемётов, установленных в лобовой части корпуса.

## Разработка
Опытно-конструкторские работы велись с сентября 1940 по февраль 1941 г. на Абердинском танковом полигоне. В Абердин регулярно командировались инженеры компаний-подрядчиков первой очереди и ряда компаний-субподрядчиков для уточнения проектной документации при организации серийного производства и внесения производственно ориентированных рационализаторских предложений. Инженеры полигона подготовили всего около шести тысяч чертежей узлов, агрегатов и отдельных деталей танка и несколько тысяч листов сопроводительной технической документации для организации серийного производства, — это был беспрецедентный для американского танкостроения случай согласованной работы армейских и корпоративных инженерных кадров.

## Производство
Заказ на серийное производство с заключением контракта с компаниями-изготовителями был размещён раньше, чем были окончены проектные работы — в июле 1940 г. Подрядчиками первой очереди стали крупные американские машиностроительные компании — «Крайслер», «Америкэн локомотив», «Болдуин локомотив». Первые предсерийные образцы всех трёх перечисленных производителей были доставлены на контрольные испытания армии в апреле 1941 г. Церемония приёма танка на вооружение состоялась 24 апреля 1941 г., первые два серийных образца принимал в строй лично начальник Управления вооружений генерал-майор Ч. М. Вессон. После вторжения сил нацистской Германии на территорию Советского Союза, с июля 1941 г. танкостроение стало приоритетным направлением размещаемых гособоронзаказов и федеральной политики в сфере обороны, проводимой президентской администрацией Ф. Д. Рузвельта и армейским командованием, — для этих целей в структуре Управления вооружений в том же месяце был создан отдел танков и боевых машин. Армейское командование запланировало поступление в войска около 1600 танков к концу 1941 г. с доведением производственного максимума до 1000 средних танков в месяц. Президент Рузвельт был ещё более требовательным и шокировал своих военных советников, потребовав довести ежемесячный показатель производства до 2000 средних танков (3 января 1942 г. секретное распоряжение такого содержания было доставлено Военному министру США Г. Л. Стимсону, а 6 января Ф. Д. Рузвельтом было сделано публичное заявление перед делегатами Конгресса США), по замыслу президента, американская военная промышленность должна была выдать 25 тыс. средних танков в 1942 году и 50 тыс. в 1943 году. В силу ряда причин, в первую очередь, медленных темпов перехода промышленности на нормы военного времени, дефицита тяжёлого машиностроительного оборудования, низкой степенью автоматизации и механизации труда (первые партии серийных образцов практически всех американских танков начального периода войны изготавливались и собирались вручную), к концу года армейский план оказался недовыполненным — в армию поступило 1461 средних танков из 1600 востребованных. За танкостроением не поспевало производство основного танкового вооружения, так среднемесячный объём производства танковых пушек основным их поставщиком, — Вотервлитским армейским арсеналом, — на ноябрь 1941 г. достиг 238 М2 и 208 М3 (своего пика в производстве М3 Вотервлит достигнет в июле 1942 г. — 619 пушек в месяц), в связи с чем определённый объём пушечного производства также пришлось возложить на частных подрядчиков. Поскольку у компаний «Пульман», «Болдуин локомотив» и «Прессед стил» были заключены контракты непосредственно с Британским правительством, вся продукция с их заводов уходила по ленд-лизу на пополнение и восполнение парка британских бронетанковых частей. Ввиду отрицательных отзывов танкистов об эксплуатационных характеристиках, заказы были отозваны и предприятия-производители перепрофилированы под выпуск танков M4 «Шерман». Всего за весь период производства с апреля 1941 по декабрь 1942 г. было изготовлено 6258 танков M3, из которых 3352, то есть больше половины было произведено крупнейшим американским танкостроительным предприятием военного времени — Детройтским танковым арсеналом корпорации «Крайслер».

## Задействованные структуры
Исходный заказ на серийное производство был размещён на Рок-Айлендском арсенале Армии США (казённом предприятии), однако, с самого начала размещения заказа было понятно, что один лишь армейский арсенал не справится с задачей выпуска требуемого количества танков, поэтому федеральные органы и службы, ответственные за снабжение армии танками, стали рассматривать варианты организации танкостроения в частном секторе, наиболее приспособленными к выполнению правительственных заказов такого рода, способными к выпуску танков в промышленных количествах были признаны производители рельсового подвижного состава (паровозостроительные компании). По мере расширения производственной базы на предприятиях лёгкого машиностроения (прежде всего, на заводах автомобилестроительных компаний), интенсификации вооружённого противостояния противоборствующих сторон и как следствие, увеличения потерь сторон в живой силе и технике, расширения географии задействования Вооружённых сил США и растущих потребностей войск во всё большем количестве танков, количество подрядчиков правительственных заказов увеличивалось. На пике производства, по заказам, размещённым американским и британским правительством, в серийном производстве танков M3 было задействовано около десятка крупных американских подрядчиков из частного сектора и одно канадское предприятие — филиал американской компании:

| - American Locomotive Company, Скенектади, Нью-Йорк; - Baldwin Locomotive Works, Филадельфия, Пенсильвания; - Chrysler Corporation, Defense Division Detroit Tank Arsenal, Детройт, Мичиган; - Pressed Steel Car Company, Питтсбург, Пенсильвания; - Pullman-Standard Car Manufacturing Company, Питтсбург, Пенсильвания. Производством двигательных установок и элементов моторно-трансмиссионной группы занимались: - Chrysler Corporation (механическая трансмиссия и двигатели A-57 для танков собственного производства); - Continental Motors Company (карбюраторные авиадвигатели R-975); - Detroit Tank Arsenal (механическая трансмиссия для танков собственного производства и ряда других производителей); - Firestone Tire & Rubber Company (обрезиненные траки WE-210 и других моделей); - General Motors Corporation, Detroit Diesel Division (танковые дизели GM 6046); - Goodyear Tire & Rubber Company (обрезиненные траки T-41 и других моделей); - Guiberson Diesel Engine Company (дизельные авиадвигатели T-1400); - Iowa Transmission Company (механическая трансмиссия для танков различных производителей); - Mack Manufacturing Company (механическая трансмиссия Mack Synchromesh для танков, произведённых ALCO и Baldwin). Заказы на выпуск бронетехники на шасси M3 были размещены на предприятиях: - Lima Locomotive Works; - Montreal Locomotive Works (канадский филиал American Locomotive, выпуск модифицированных крейсерских танков «Рэм»). | Производством корпусов, элементов бронезащиты, танковых башен и вооружений занимались: - American Car and Foundry Company, Бервик, Пенсильвания (бронелисты); - American Steel Foundries, Честер, Пенсильвания (литая броня, законтрактована Defense Plant Corporation); - Carnegie-Illinois Steel Corporation, Питтсбург, Пенсильвания (корпуса); - Farrell Armor Plant, Фаррелл, Пенсильвания (катанная броня); - Gary Armor Plant, Гэри, Индиана (катанная броня); - Diebold Safe & Lock Company, Кантон, Огайо (гетерогенная броня); - Henry Disston & Son, Филадельфия, Пенсильвания (катанная броня); - Continental Foundry and Machine Company, Ист-Чикаго, Индиана (литая броня, законтрактована Defense Plant Corporation); - Cowdrey Machine Works, Фитчбург, Массачусетс (танковая пушка); - Empire Ordnance Corporation, Филадельфия, Пенсильвания (танковая пушка); - Ford Motor Company, Tank Division Plant, Ливония, Мичиган (литая броня); - General Motors Corporation, Oldsmobile Division (танковая пушка); - General Steel Castings Corporation, Эддистон, Пенсильвания (литая броня, законтрактована Defense Plant Corporation); - Mosler Safe Company, Гамильтон, Огайо (гетерогенная броня); - Republic Steel Company, Кливленд, Огайо (катанная броня); - Standard Steel Spring Company, Детройт, Мичиган (катанная броня); - US Army Watervliet Arsenal, Вотервлит, Нью-Йорк (танковая пушка); |

| Производство танков M3 разных модификаций по компаниям-изготовителям |               |      |         |      |     |         |      |         |         |      |         |       |
| модель                                                               | модель        | M3   | M3      | M3   | M3* | M3      | M3A1 | M3A2    | M3A3    | M3A4 | M3A5    | Всего |
| Производитель                                                        | Производитель | ALCO | Baldwin | DTA  | PSC | Pullman | ALCO | Baldwin | Baldwin | DTA  | Baldwin | Всего |
| 1941                                                                 | Июнь          | 8    | 2       |      |     |         |      |         |         |      |         | 10    |
| 1941                                                                 | Июль          | 17   | 2       | 7    |     |         |      |         |         |      |         | 26    |
| 1941                                                                 | Август        | 8    | 12      | 50   | 1   | 9       |      |         |         |      |         | 80    |
| 1941                                                                 | Сентябрь      | 45   | 8       | 95   | 18  | 27      |      |         |         |      |         | 193   |
| 1941                                                                 | Октябрь       | 37   | 24      | 148  | 21  | 19      |      |         |         |      |         | 249   |
| 1941                                                                 | Ноябрь        | 26   | 38      | 194  | 22  | 29      |      |         |         |      |         | 309   |
| 1941                                                                 | Декабрь       | 83   | 78      | 235  | 42  | 37      |      |         |         |      |         | 475   |
| 1942                                                                 | Январь        | 47   | 65      | 300  | 60  | 61      |      | 4       |         |      | 1       | 545   |
| 1942                                                                 | Февраль       | 4    | 56      | 300  | 76  | 74      | 7    | 5       |         |      | 5       | 586   |
| 1942                                                                 | Март          | 30   | 10      | 366  | 71  | 63      | 66   | 3       | 1       |      | 12      | 622   |
| 1942                                                                 | Апрель        | 20   |         | 381  | 49  | 71      | 66   |         | 4       |      | 97      | 684   |
| 1942                                                                 | Май           | 28   |         | 400  | 40  | 48      | 62   |         | 18      |      | 106     | 691   |
| 1942                                                                 | Июнь          | 7    |         | 424  | 67  | 47      | 51   |         | 46      | 33   | 97      | 738   |
| 1942                                                                 | Июль          | 4    |         | 317  | 34  | 15      | 17   |         | 35      | 73   | 115     | 624   |
| 1942                                                                 | Август        | 21   |         | 26   |     |         | 31   |         | 91      | 3    | 62      | 203   |
| 1942                                                                 | Сентябрь      |      |         |      |     |         |      |         | 30      |      | 28      | 58    |
| 1942                                                                 | Октябрь       |      |         |      |     |         |      |         | 46      |      | 28      | 74    |
| 1942                                                                 | Ноябрь        |      |         |      |     |         |      |         | 41      |      | 39      | 80    |
| 1942                                                                 | Декабрь       |      |         |      |     |         |      |         | 10      |      | 1       | 11    |
| Всего                                                                | Всего         | 385  | 295     | 3243 | 501 | 500     | 300  | 12      | 322     | 109  | 591     | 6258  |

## Модификации
- М3 (англ. Lee I/Grant I) — с клёпаным корпусом и двигателем Continental R-975. 4924 выпущено (из них 1212 Grant).
- M3A1 (англ. Lee II/IV) — с литым корпусом и двигателем Continental R-975. 300 построено. Предполагалось оснастить 28 танков дизельным двигателем Guiberson T-1400-2, (индекс M3A1 (diesel) и Lee IV соответственно), однако после испытаний двигатель оказался непригодным для использования на танке.
- M3A2 (англ. Lee III) — со сварным корпусом и двигателем Continental R-975. 12 выпущено (из них 10 Grant).
- M3A3 (англ. Lee V) — со сварным корпусом и спаркой дизелей General Motors 6046 G-71. 322 выпущено (из них 83 Grant).
- M3A4 (англ. Lee VI) — двигатель Chrysler A57 Multibank в удлинённом клёпаном корпусе. 109 выпущено.
- M3A5 (англ. Grant II) — с клёпаным корпусом и спаркой дизелей General Motors 6046 G-71. 591 выпущено (из них 381 Grant).

Танки модификаций M3, M3A2 M3A3 и M3A5 существовали в варианте Grant, оснащавшемся специально разработанной башней с кормовой нишей для радиостанции и простым двустворчатым люком вместо пулемётной башенки. Grant на базе M3 обозначался как Grant I в британской армии, M3A5, M3A3 и M3A2 обозначались как Grant II и Lee V и Lee III независимо от типа башни.

## Машины на базе M3
- Канадские танки Ram и Ram II
- Бронетранспортёр Ram Kangaroo
- Артиллерийский тягач Ram Gun Tower
- Огнемётный танк Ram Badger
- САУ M7 Priest — опытный образец был выпущен под названием Т32
- САУ Sexton
- САУ M12 (опытный образец T6)
- Подвозчик боеприпасов M30
- опытная САУ Т24 (3-дюймовая зенитная пушка М1918 открыто установлена, более ранний прототип T40/M9)
- опытная САУ Т36 (40-мм зенитная пушка установлена в башне)
- опытная САУ Т40/М9 (3-дюймовая зенитная пушка М1918 открыто установлена)
- БРЭМ M31 (на базе M3), M31B1 (на базе M3A3) M31B2 (на базе M3A5), до стандартизации — Т2, англ. ARV I. 150 машин М31 были построены с нуля, остальные переоборудованы из линейных танков. Всего сделали 509 M31 и, с августа 1943 года, 296 M31B1 и M31B2.

|                 | 1     | 2     | 3     | 4     | 5     | 6     | 7     | 8     | 9     | 10    | 11    | 12    | Всего |
| --------------- | ----- | ----- | ----- | ----- | ----- | ----- | ----- | ----- | ----- | ----- | ----- | ----- | ----- |
| Построено вновь |       |       |       |       |       |       |       |       |       |       |       |       |       |
| 1942            |       |       |       |       |       |       |       |       |       |       |       | 1     | 1     |
| 1943            | 16    | 14    | 17    | 18    | 18    | 30    | 17    | 18    |       |       | 1     |       | 149   |
| Переоборудовано |       |       |       |       |       |       |       |       |       |       |       |       |       |
| 1942            |       |       |       |       |       |       |       |       |       |       |       | 10    | 10    |
| 1943            | 36    | 30    | 39    | 42    | 42    | 61    | 50    | 73    | 91    | 90    | 62    | 29    | 645   |
| Всего           | Всего | Всего | Всего | Всего | Всего | Всего | Всего | Всего | Всего | Всего | Всего | Всего | 805   |

- Артиллерийский тягач M33 (опытный образец T16) — на базе М31 со снятой башней-краном. Выпущено 109 единиц
- БРЭМ Grant ARV (британская кустарная)
- Танк-тральщик T1 (англ Grant Scorpion)
- командирская машина Grant OP/Command tank (незначительное количество переоборудовано в эту версию)
- танк обороны канала (прожекторный танк) Shop Tractor T10 (США)/Grant CDL (Великобритания) — 355 шт переоборудовано из M3 и М3А1 (май—декабрь 1943), установлен прожектор вместо 37-мм пушки
- огнемётный танк М3Е2 (1942, опытный образец)
- огнемётный танк М3Е5R2 (некоторое количество М3 переделано, установлен огнемёт E5R2)
- экспериментальный танк М3Е1 (ходовая часть и двигатель Ford-GAA)
- экспериментальный танк М3A1Е1 (двигатель Lycoming engine, двойная гидромеханическая трансмиссия)
- экспериментальный танк М3A5Е2 (одинарная гидромеханическая трансмиссия)

## Боевое применение

### Североафриканская кампания
Впервые M3 был использован в мае 1942 года английскими войсками в Северной Африке. За счёт относительно неплохого бронирования и высокой артиллерийской мощи они, несмотря на все свои недостатки, были практически единственным типом танков, при помощи которого британцы могли на равных бороться с немецкими танками. В июле—августе 1942 года под Эль-Аламейном их даже называли «последняя египетская надежда». Ввиду того, что производство тяжёлых танков в США так и не было налажено в военные годы, до замены в войсках на более усовершенствованные «шерманы», средний танк M3 использовался объединёнными англо-американскими силами в качестве основного боевого танка.
Впрочем, уже к концу 1942 года, когда в немецкие войска поступило большое количество танков PzKpfw IV, а также новейшие PzKpfw VI «Tiger», относительная боевая ценность M3 снизилась. К 1944 году он был почти повсеместно заменён в частях «Шерманом», но небольшое количество M3 использовалось в 1944 году в Юго-Восточной Азии, где у него не было достойных противников. Кроме того, этот танк использовался КМП США как основной танк в островных кампаниях на Тихом океане против дислоцированных там японских гарнизонов.
.

### Восточный фронт
|       | Место прибытия | 1     | 2     | 3     | 4     | 5     | 6     | 7     | 8     | 9     | 10    | 11    | 12    | Всего |
| ----- | -------------- | ----- | ----- | ----- | ----- | ----- | ----- | ----- | ----- | ----- | ----- | ----- | ----- | ----- |
| 1942  | Север          | 24    |       | 44    | 62    | 112   | 121   | 57    |       | 230   |       |       |       | 786   |
| 1942  | Юг             |       |       |       |       |       |       |       |       | 26    |       |       |       | 26    |
| 1942  | Всего          | 24    |       | 44    | 62    | 112   | 121   | 57    |       | 256   |       | 52    | 84    | 812   |
| 1943  | Север          |       |       |       |       |       |       |       |       |       |       |       |       | 97    |
| 1943  | Юг             |       |       |       |       |       |       |       |       |       |       |       |       | 36    |
| 1943  | Всего          | 117   | 4     |       | 8     | 2     |       |       |       | 2     |       |       |       | 133   |
| Всего | Всего          | Всего | Всего | Всего | Всего | Всего | Всего | Всего | Всего | Всего | Всего | Всего | Всего | 945   |

По данным ГБТУ в РККА официально зачислили 945 М3Ср. Фактически же их было на 12 машин больше. Связано это было с тем, что в 1942 году, недалеко от советских берегов, затонул повреждённый транспорт с американскими машинами. В 1943 году удалось поднять 13 танков, из которых 12 смогли восстановить. Они попали в состав 429-го отдельного танкового батальона. Таким образом общее число попавших в Красную армию танков М3 достигло 957 штук, хотя в отчётах ГБТУ фигурируют только 945 машин.
|          | Поступило | Списано | Наличие |
| -------- | --------- | ------- | ------- |
| 1.1.1943 | 812       | 310     | 502     |
| 1.1.1944 | 133       | 366     | 269     |
| 1.7.1944 |           | 90      | 179     |
| 1.1.1945 | 31*       | 92      | 118     |
| 1.6.1945 |           | 16      | 102     |

*Восстановлено из ранее списанных танков.
Из 102 танков, числящихся на 1.6.1945 года, 35 были во фронтовых частях, 25 в военных округах и 42 на ремзаводах.
Поставки М3 в СССР начались с весны 1942 года, в основном, через Мурманск, но некоторая часть попала через Иран. На Восточном фронте танки «Ли» появились к маю 1942 года и впервые вступили в бои в ходе майского наступления Красной Армии на Барвенковский плацдарм. Они также успели принять участие в боях на Северном Кавказе в 1942—1943 годах, в наступлениях под Вязьмой и Ржевом, а также в битве на Курской дуге. Однако первые опыты их боевой эксплуатации не вызвали большого восторга.
У М3 были комфортные условия для экипажа, большие боковые двери в корпусе, позволявшие легко эвакуировать членов экипажа из подбитой машины. У танка было довольно мощное вооружение, сравнимое с Т-34, но его расположение и сама спонсонная компоновка танка больше подходили для самоходки, чем для среднего танка, который призван решать другие задачи.
Не лучшим образом обстояли дела с манёвренностью, проходимостью и малозаметностью. «Ли» обладали весьма посредственной скоростью, а для стрельбы по противнику танк, из-за расположения его основного орудия и его ограниченного угла, необходимо было разворачивать, что при повреждённых в бою гусеницах, тем более резино-металлических, было практически невозможно. Дополнительное 37-мм орудие в башне было уже малоэффективным в борьбе с немецкими средними танками, особенно с их новыми модификациями с усиленной бронёй. Советские экипажи выявили плохую проходимость, большую вязкость в песках, высокую требовательность к обслуживанию и качественному топливу. Высокий силуэт танка делал его маскировку крайне затруднительной, броня также не спасала, особенно после появления в 1942 году у немцев более мощных танковых и противотанковых орудий. У советских экипажей танк M3 «Ли» особой популярностью не пользовался и даже получил прозвище «братская могила на семерых». Традиционным недостатком всех американских танков начального периода Второй мировой войны, в том числе и M3, была их двигательная установка. Основной объём нареканий, которые M3 вызывал у рядовых танкистов («прожорливость» в потреблении топлива и пожароопасность), были производными от его двигательной установки.
Союзники также осознавали все недостатки танка «Ли», а потому в 1942 году его производство было свёрнуто в пользу более удачного танка «Шерман», выпускавшегося уже до конца войны. Несмотря на все вышеперечисленные недостатки, танки «Ли» сыграл определённую роль, временно восполняя потери союзных (на Североафриканском ТВД) и советских бронетанковых войск, «затыкая дыры» в снабжении бронетанковых частей и позволяя им выжить в ожидании более совершенной техники. Наконец, на шасси M3 также в большом количестве выпускались САУ и другие специализированные машины.

## Оценки
Британская империя
Несмотря на отдельные недостатки, танки M3 получили высокую оценку военачальников союзнических войск, — Главнокомандующий объединёнными англо-американскими силами фельдмаршал Бернард Монтгомери по опыту боевого применения танков M3 «Грант» бронетанковыми частями 8-й армии на Североафриканском театре военных действий отметил, что вооружение «Грантов» позволяло эффективно вести борьбу с немецкими панцерваффе. Также он заявил, что «гранты» были: «Несокрушимой твердыней в те дни в Египте, когда военный успех сопутствовал противоположной стороне», — и отнёс на счёт «грантов» и «шерманов» стратегическую победу в ходе битвы под Эль-Аламейном. В целом, мнения по танку варьируются и оценки отличаются в зависимости от условий конкретного ТВД и противостоящих сил и средств противника, — при преодолении эшелонированной береговой оборонительной полосы в ходе морской десантной операции на Западноевропейском театре военных действий, насыщенной береговой артиллерией и противотанковыми средствами, союзники столкнулись с гораздо более превосходящими по своей совокупной огневой мощи огневыми средствами противника и встретили с его стороны сопротивление значительно более решительное, чем в Северной Африке и в Италии.
Советский Союз
В Красной Армии, эксплуатация танков, получивших официальный индекс ГАБТУ М3с («Эм три средний»), имела во многом импровизированный характер, так как, во-первых, для полномасштабной постановки танков М3с в строй потребовались бы их поставки в гораздо больших количествах, чем было реально получено по программе ленд-лиза, во-вторых, потребовалась бы разработка новых организационно-штатных структур подразделений, укомплектованных новыми танками, в-третьих, разработка новых программ подготовки танкистов с учётом опыта войсковой эксплуатации новых танков (которого на момент начала поставок ещё не было по причине их разработки за рубежом), в-четвёртых, разработка собственной нормативной и технической документации (наставлений и руководств) по эксплуатации и обслуживанию указанных танков, с учётом имеющейся материально-технической базы (мало было перевести на русский язык оригинальную техническую документацию, требовалось ещё иметь и ремонтно-техническую службу аналогичную таковой в Вооружённых силах США, оснастить эту службу всем оборудованием и техникой, используемой их американскими коллегами, перевести вообще всю касающуюся документацию, — производственную, эксплуатационную, ремонтную, — и техническое делопроизводство с англо-американской в метрическую систему мер, что потребовало бы многих месяцев, а то и лет), в-пятых, перерасчёт всех стандартизированных общевойсковых норм движения техники для военных частей и соединений с учётом тактико-технических характеристик новых танков (времени на марш и развёртывание в боевой порядок, темпов движения частей с боем и без боя, времени на переправу и форсирование водных преград, и многих других), ну и наконец, в-шестых, перестройки производственной базы страны под выпуск узлов и агрегатов, запасных частей и деталей новых танков, с заменой производственного оборудования на новое, соответствующее по своим габаритно-техническим характеристикам и другим технологическим параметрам применяемому американскими производителями, переналадки и перекалибровки станков и инструментов там, где это можно сделать без полной замены производственной базы.
Опыт эксплуатации танков механизированными и бронетанковыми частями РККА вызвал резко отрицательные отзывы советских военнослужащих, что обуславливалось наличием на вооружении Красной Армии более совершенных и превосходящих M3 в плане своей огневой мощи и боевой эффективности в целом моделей танков тяжёлой весовой категории, в то время как в армиях США, Британии и их союзников ничего подобного не было ещё очень долго (по той простой причине, что до лета 1944 г., то есть до открытия второго фронта в Западной Европе они в подобных танках не особо нуждались, так как их военные действия носили, главным образом, экспедиционный характер, что отражалось на структуре войск, вооружении и военной технике, и практике их боевого применения). Кроме того, раскрытию боевого потенциала танков M3 на вооружении РККА в полной мере препятствовало то обстоятельство, что танки поступили в войска практически без сопроводительной документации и без квалифицированных представителей стороны-поставщика, способных разъяснить назначение и эксплуатационные характеристики тех или иных деталей, что значительно осложняло ознакомление с техникой конечных пользователей в СССР, которым приходилось осваивать полученную бронетехнику методом проб и ошибок, что в условиях войны было крайне затруднительным и нежелательным. Для преодоления этой проблемы, во-первых, командирами танков в соответствии с Приказом НКО № 0400 от 9 октября 1941 г. назначались офицеры — младшие лейтенанты и лейтенанты или опытные военнослужащие старшинского состава (разумеется, далеко не во всех соединениях было требуемое количество незанятых лиц среднего командного состава, которых можно было привлечь к выполнению функций командиров танков), во-вторых, командиры армейских соединений, на оснащение которых поступили М3с, старались либо задействовать их во втором эшелоне наступающих войск, либо на второстепенных направлениях ударов, где предварительно было достоверно установлено разведкой отсутствие немецких и наличие венгерских, итальянских, румынских, хорватских, словацких и других вспомогательных войск (которые по мере накопления боевого опыта советскими войсками и достижения коренного перелома в войне уже не рассматривались командованием РККА в качестве серьёзного противника), либо в качестве самоходной артиллерии или вспомогательных средств огневой поддержки пехоты, либо вообще не использовать их по прямому назначению, если это представлялось возможным (к аналогичным методам распределения имеющихся боевых средств прибегали представители британского командования на островах, которые после начала поставок танков M4, задействовали переоборудованные специальными прожекторами M3 (модификация с индексом M10) для патрулирования береговой линии от возможной высадки немецких войск).
Среди достоинств танка отмечалось: приемлемое по мощности основное вооружение, просторное боевое отделение и неплохая подвижность по дорогам с твёрдым покрытием (которых в прифронтовой полосе практически не существовало даже в довоенное время в сравнении с разветвлённой дорожно-автострадной сетью Центральной и Западной Европы). Среди недостатков: большие габариты, обеспечивавшие хороший обзор танка противником, своевременное его обнаружение и безошибочную идентификацию независимо от угла зрения (по характерному силуэту) на большом расстоянии, что превращало танк в удобную мишень для немецкой противотанковой артиллерии, большой расход дефицитного высокооктанового авиатоплива при посредственных ходовых качествах, высокая пожароопасность карбюраторного авиадвигателя и риск воспламенения танка даже от малейшей искры, низкая проходимость по бездорожью и даже неглубокому снегу (в значительной степени из-за обрезиненных гусеничных траков, но не только), неповоротливость, слабое бронирование особенно против имеющихся у противника противотанковых средств, высокая вероятность гибели всего экипажа в случае возгорания танка внутри или снаружи, соответственно низкая общая живучесть танков и их экипажей. Среди многочисленных отзывов можно привести воспоминания А. В. Казарьяна и А. Т. Стученко, лично воевавших на указанных танках, — оба указанных фронтовика практически в идентичных выражениях описывают боевые качества танка. Танк получил уничижительные прозвища рядовых советских танкистов, его называли «одороблом», «каланчой», употребляли применительно к нему прилагательные «двухэтажный» и «трёхэтажный», присваивали ироничные индексы: ВГ-7 («верная гибель семерых»), БМ-7 («братская могила на семерых») и т. д.

## Использовались
| Поставки танков M3 из США по программе ленд-лиза | Поставки танков M3 из США по программе ленд-лиза | Поставки танков M3 из США по программе ленд-лиза | Поставки танков M3 из США по программе ленд-лиза |
| Получатель | 1941—42                                          | 1943                                             | 1941—43                                          |
| --- | ------------------------------------------------ | ------------------------------------------------ | ------------------------------------------------ |
| Бразилия | 75                                               | 21                                               | 96¹                                              |
| Британская империя | 2643                                             | 212                                              | 2855²                                            |
| СССР | 1386                                             |                                                  | 1386³                                            |
| Всего по странам | 4104                                             | 233                                              | 4337                                             |
| Примечания |                                                  |                                                  |                                                  |
| ¹ По другим данным, по факту получено 104 танка. ² Включая 49 M3A3 и 185 M3A5. ³ Из которых по факту получено 945 танков, ещё 12 восстановили после их снятия с выбросившегося на мель транспорта. Остальные утонули в процессе транспортировки морем. |                                                  |                                                  |                                                  |

| Распределение Британией танков M3 по зависимым территориям | Распределение Британией танков M3 по зависимым территориям | Распределение Британией танков M3 по зависимым территориям |
| Территория                                                 | 30.06.1942                                                 | 04.1943                                                    |
| ---------------------------------------------------------- | ---------------------------------------------------------- | ---------------------------------------------------------- |
| Британские о-ва                                            | 67                                                         | 216                                                        |
| Ближний Восток                                             | 990                                                        | 732                                                        |
| Австралия                                                  | 104                                                        | 777                                                        |
| Индия                                                      | 212                                                        | 896                                                        |
| Бирма                                                      | 114                                                        |                                                            |
| Ирак                                                       | 57                                                         |                                                            |
| Всего                                                      | 1544                                                       | 2621                                                       |

- Австралия : 777 танков, полученных от США по ленд-лизу (рассматривались как поставки для Британии, но поставлялись на Австралийский континент напрямую из Северной Америки). Поставки были продиктованы угрозой нападения Японской империи, захватившей к тому времени ряд островов в Новой Гвинее. Первые 54 танка были доставлены к апрелю 1942 г. и пошли на укомплектование техникой 1-й бронетанковой дивизии[англ.]. К концу года число полученных танков M3, M3A2, M3A3 и M3A5 составило 757, из которых 266 — «Грант» (карбюраторные), 232 — «Грант» (дизельные) и 239 — «Ли» (карбюраторные). В период эксплуатации Австралийской армией, танки прошли целый ряд ремонтно-технических работ в направлении усовершенствования их ходовых качеств, бронезащиты, маскировки и т. д. для приведения к конкретным требованиям, продиктованным условиями Китайско-бирманско-индийского и Тихоокеанского театра военных действий. Вскоре были заменены в действующей на M4, но находились на вооружении австралийских войск до начала 1950-х гг. В 1950—1952 гг. 14 танков M3A5 «Грант» были отправлены на Ordnance Factory Bendigo (с англ. — «Бендигская оружейная фабрика»), где танки были переделаны в самоходные артиллерийские установки «Йерамба»[англ.] (названные так в честь одноимённого метательного оружия австралийских аборигенов) и оставались на вооружении 22-го самоходно-артиллерийского полка до 1956 г.;[64][65][66]
- Бразилия : около ста (96 ÷ 104) танков (преимущественно M3A3 и M3A5) и бронированных ремонтно-эвакуационных машин M31, полученных от США по ленд-лизу, исходно предназначались для отправки на Итальянский театр военных действий вместе Бразильским экспедиционным корпусом в 1944 г., однако танки отправлены не были и остались в парках Бразильской армии, где они находились на вооружении до начала 1950-х гг., когда они прошли капитальное переоснащение в Parque Central de Motomecanização (с порт. — «Центральный мотомеханизационный парк») в Рио-де-Жанейро, в ходе которого спаренные дизельные двигательные установки были заменены на радиальные карбюраторные авиадвигатели Continental R-975 EC2, после чего определённое количество переоснащённых танков было переданы Парагваю;[67]
- Великобритания
- Канада : ввиду медленных темпов производства собственной модификации M3 — крейсерских танков «Рэм», канадский контингент, действующий в составе Британских экспедиционных сил, оснащался одновременно танками «Рэм» и различными образцами бронетехники, полученной Британией по ленд-лизу, включая M3 «Ли», так, например, в мае 1942 г. в составе 5-й пехотной дивизии находилось 33 «Рэм» и 47 «Ли»;[62]
- Новая Зеландия
- Парагвай : ряд танков, оснащённых карбюраторными авиадвигателями, был получен от Бразилии в начале 1950-х гг.;[68]
- СССР — 957 танков из 1386 отправленных по ленд-лизу.

 США : Танк использовался Армией США, главным образом, на Североафриканском театре военных действий, на Тихоокеанском театре военных действий M3 практически не использовался в боевых действиях армейскими частями и соединениями, поэтому основным пользователем M3 на островах Тихого океана был Корпус морской пехоты. На базе M3 было создано множество фабрично-заводских модификаций и разного рода импровизированной бронетехники, переоборудованной техническим персоналом под конкретные нужды непосредственно в войсках;
- также использовались в французских, польских и индийских частях, организационно входивших в состав Британской армии.

## Сохранившиеся экземпляры
- Бронетанковый музей в Кубинке

- Музей техники Вадима Задорожного

- В 2018 году со дна Баренцева моря был поднят M3. Танк был отреставрирован и находится на ходу. В 2019 году участвовал в Параде Победы в Мурманске [70]

- Музей Yad la-Shiryon в Израиле

- Танковый музей (Бовингтон)

- Имперский военный музей в Лондоне, танк с прозвищем "Монти " фельдмаршала  Бенрнарда Монтгомери

- Прохоровское поле (музей-заповедник)

- Королевский музей армии и военной истории Бельгии

- Музейный комплекс УГМК
- Танковый музей Королевского бронетанкового корпуса Австралии

## В культуре
Благодаря своей нестандартной спонсонной компоновочной схеме, и, как следствие, узнаваемому внешнему виду («допотопному» виду, как его называли советские танкисты в 1940-е гг.), танк M3 присутствует в кинофильмах, телесериалах и компьютерных играх, имеющих отношение к военной технике. Играет ключевую роль в обороне оазиса в фильме «Сахара» (1943) и его ремейке (1995). Участвует в отражении атаки японской подводной лодки в фильме Стивена Спилберга «1941» (1979). Можно увидеть несколько раз в фильме Карена Шахназарова «Белый тигр» (2012). В аниме Girls und Panzer танк М3 команды Оараи управляется командой учениц-первогодок. Присутствует в компьютерных играх War Thunder, World of Tanks, Battlefield 1942, Heroes & Generals.

## Комментарии
1. ↑  Известно, что кроме Firestone Tire & Rubber Company, — ключевого поставщика резиновых изделий для Детройтского танкового арсенала, — и Goodyear Tire & Rubber Company, — крупнейшего производителя обрезиненных танковых траков, — их производством занималась также U. S. Rubber Company[англ.], но неизвестно производила ли она траки для M3 и других средних танков.
2. ↑  В 1941 г. Goodyear получила госзаказ на сумму $239 тыс. на проведение НИОКР и разработку шин для колёс грузовиков и обрезиненных танковых траков из синтетических и натуральных сортов резины.